# AAC+
HE-AAC (AAC+, aacPlus) – rozszerzenie formatu AAC, opracowane dla zachowania dobrej jakości dźwięku dla niskich przepływności strumieni binarnych. MPEG-4 aacPlus, znany również pod nazwą High Efficiency-AAC, to standard kompresji stratnej materiałów audio będący kombinacją trzech technologii kodowania: Advanced Audio Coding (AAC), Spectral Band Replication (SBR) oraz dodatkowo Parametric Stereo (PS) w HE-AAC v2 (AAC++).
Zarówno technologia AAC, jak i aacPlus zostały opracowane przez szwedzką firmę Coding Technologies. SBR to unikatowa technika poszerzania pasma częstotliwości sygnału, która pozwala kodekom audio dostarczać taką samą jakość sygnału przy połowie mniejszym strumieniu binarnym danych. Technologia Parametric Stereo znacząco zwiększa wydajność kodeka w celu zmniejszenia strumienia binarnego stereofonicznych sygnałów audio. SBR i PS to zatem dwie metody pozwalające na zwiększenie wydajności kodeka audio. W rezultacie technologia kodowania aacPlus umożliwia dostarczanie wielokanałowych sygnałów audio (np. 5.1) już dla strumienia binarnego 128 kbps, a sygnałów stereofonicznych – nawet przy 32 kbps. Poziom wydajności technologii kodowania aacPlus fundamentalnie zwiększa zatem możliwości nowych zastosowań na rynku transmisji cyfrowych i mobilnych sygnałów audio.

## Zastosowanie
Przykłady zastosowań:
- usługi audio-wideo przez 3G i WiFi
- audio dla zastosowań internetowych (strumienie i pobieranie danych)
- cyfrowa radiofonia
- cyfrowa telewizja satelitarna i kablowa
- przenośne odtwarzacze audio.

Biblioteki i kody źródłowe dostępne są dla systemów operacyjnych Windows, Linux, MacOS i wielu innych. Zostały zakupione i wykorzystane przez wiele firm (m.in. AOL, Orban) zwłaszcza w radiofonii internetowej.

## Wersje
| Wersja    | Wspólne nazwy handlowe                  | Funkcje kodeka    | Standardy                       |
| --------- | --------------------------------------- | ----------------- | ------------------------------- |
| HE-AAC v1 | aacPlus v1, eAAC, AAC+, CT-aacPlus      | AAC LC + SBR      | ISO/IEC 14496-3:2001/Amd 1:2003 |
| HE-AAC v2 | aacPlus v2, eAAC+, AAC++, Enhanced AAC+ | AAC LC + SBR + PS | ISO/IEC 14496-3:2005/Amd 2:2006 |

## Odtwarzacze programowe
- iTunes 9 (i nowsze)
- Winamp 5
- foobar2000
- VLC media player
- Kaffeine
- Amarok
- Audacious
- AIMP